# Zo Moeilijk
Zo Moeilijk is een Nederlandse rapgroep uit Nijmegen.
De groep bestaat uit de rappers Nosa (Noesli Soemoredjo) en Rosco (Roche Nieuwendam) en producer Nikes (Nikola Krstovic). De drie kennen elkaar al vanaf de kleuterschool en doorliepen samen de Nijmeegse Scholengemeenschap Groenewoud. Ze werken ook samen met de onafhankelijke producer Dincredible.
In 2008 tekenden ze via rapper Sticks een contract bij Top Notch, onder de Fakkelteitgroep. Hun debuutalbum, Nijmeegse Modo, kwam op 31 oktober 2008 uit via Top Notch. Bij de State Awards 2008 werden ze genomineerd in de categorie Beste Groep. In 2011 volgde hun tweede album Nieuwe moves. Een echte doorbraak bleef uit en de groep stopte vervolgens. 
In 2017 kwamen onderzoekers van de Rijksuniversiteit Leiden, het Instituut voor de Nederlandse Taal en het Meertens Instituut tot de conclusie dat de teksten van Zo Moeilijk zeer hoog scoorden qua lexicale diversiteit, het aantal unieke woorden gedeeld door het totaal aantal woorden. Zo Moeilijk werd als tweede genoteerd achter Ilja Leonard Pfeijffer en voor Harry Mulisch.

## Discografie

### Albums
| Album met eventuele hitnotering(en) in de Nederlandse Album Top 100 | Datum van verschijnen | Datum van binnenkomst | Hoogste positie | Aantal weken | Opmerkingen |
| ------------------------------------------------------------------- | --------------------- | --------------------- | --------------- | ------------ | ----------- |
| Nijmeegse modo                                                      | 2008                  | -                     |                 |              |             |
| Nieuwe moves                                                        | 2011                  | 12-03-2011            | 35              | 2            |             |